# Игра (повесть)
«Игра» (англ. The Game) — повесть американского писателя Джека Лондона о двадцатилетнем боксёре Джо, решившем оставить бокс. Это произведение противопоставляется буржуазной новелле, прославляющей коммерцию и бизнес, критикует торгашеский дух в спорте. Лондон начал писать повесть летом 1904 года и опубликовал её в 1905 году.

## Сюжет
Двадцатилетний молодой человек Джо знакомится с восемнадцатилетней красавицей Дженевьевой и влюбляется в неё. Они оба из бедных семей: Джо работает на складе, а также подрабатывает на боксёрских поединках, чтобы прокормить мать и младших братьев и сестёр. Дженевьева осталась без родителей и живёт с пожилой парой Силверстайнов, работая в их лавке. Постепенно молодые люди начинают проводить вместе всё больше времени и решают пожениться. Узнав, что Джо занимается боксом, Дженевьева просит его оставить это опасное занятие. Он даёт ей обещание, однако хочет провести ещё один бой, поскольку нуждается в деньгах на обустройство их нового дома. Сразу после этого боя они хотят пожениться.
Хотя на боксёрские поединки не допускают женщин, Джо проводит переодетую Дженевьеву, которая через прорезь в служебном помещении наблюдает за рингом. Соперник Джо — звероподобный Понта, однако фаворитом считается именно Джо, которому симпатизирует весь зал. Во время изнурительного боя перевес то на одной, то на другой стороне. Однако Джо удаётся завладеть инициативой и он уже готовится нанести решающий удар. В последний момент Джо поскальзывается, и Понта отправляет его в глубокий нокаут. Джо не приходит в сознание, его уносят и зовут врачей. Однако помочь ему уже нельзя: из-за сильного удара затылком об пол Джо впадает в кому и умирает.
Дженевьева, потерявшая жениха, понимает, что даже её любовь к нему не смогла соперничать с его страстью к Игре, которой для Джо был бокс.

## Критика
Отдельные критики высказали нарекания в адрес повести. В ответ Лондон написал письмо, в котором подтвердил, что описанные события имели под собой реальную основу. Джек Лондон, будучи обозревателем боксёрских поединков для оклендской газеты «Геральд», а также сам увлекавшийся боксом, описывал условия существования и взаимоотношения спортсменов по личному опыту, и гибель на ринге была не фантазией, а фактом, почёрпнутым им из жизни.